# Agathodonta
Agathodonta là một chi ốc biển, là động vật thân mềm chân bụng sống ở biển trong họ Chilodontidae.

## Các loài
Các loài trong chi Agathodonta gồm có:
- Agathodonta elongata Vilvens, 2001[2]
- Agathodonta meteorae Neubert, 1998[3]
- Agathodonta nortoni McLean, 1984 [4]